# Żelazno (zámek rodiny von Münchhausen)
Zámek rodiny von Münchhausen je sídlo postavené roku 1865 v Żelazně, v Dolnoslezském vojvodství, gmině Kladsku, v Polsku, ve stylu eklekticismu.

## Historie
Zámek (německy Ober-Eisersdorf) byl postaven roku 1865 landratem (správcem) tehdejších okresů Kladsko (1855-1892) a Nisa (1859-1895) Karlem von Seherr-Thoß.
Roku 1893 se majitelkou stala Sophie Freiin von Münchhausen, jejíž rodině zámek patřil až do roku 1945, kdy připadl polskému státu. Ten zde zřídil správu místního agrodružstva. V roce 2016 zámek přešel do soukromých rukou. Následně byl důkladně zrekonstruován a slouží jako domov důchodců.
Součástí zámeckého areálu je rozsáhlý park.

## Architektura
Jedná se o třípodlažní budovu postavenou na půdorysu písmene L, pokrytou valbovou střechou. V jednom z rohů paláce se nachází osmiúhelníková věž s kuželovou kopulí.

## Galerie

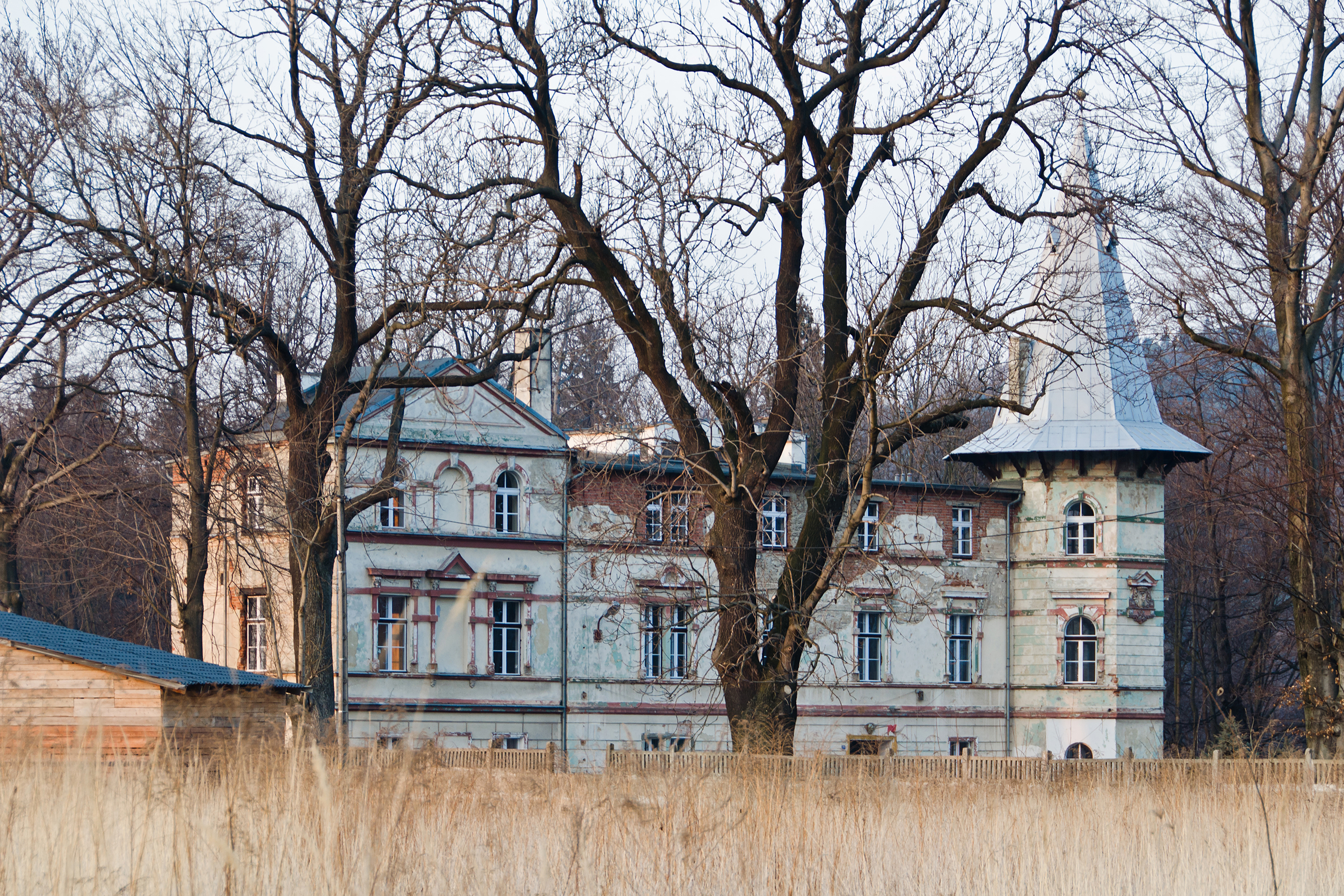
Zámek před rekonstrukcí
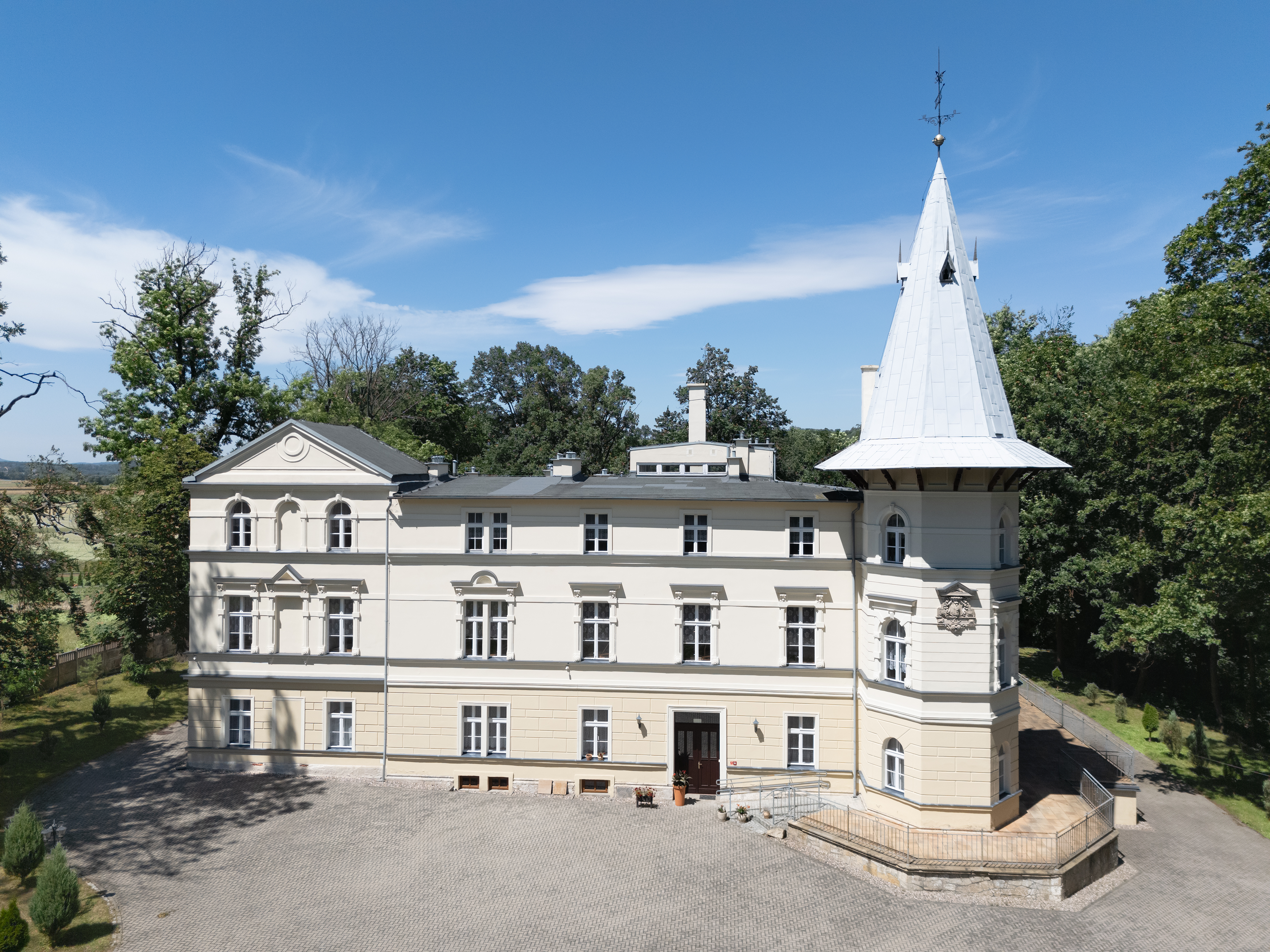
Po rekonstrukci v r. 2024
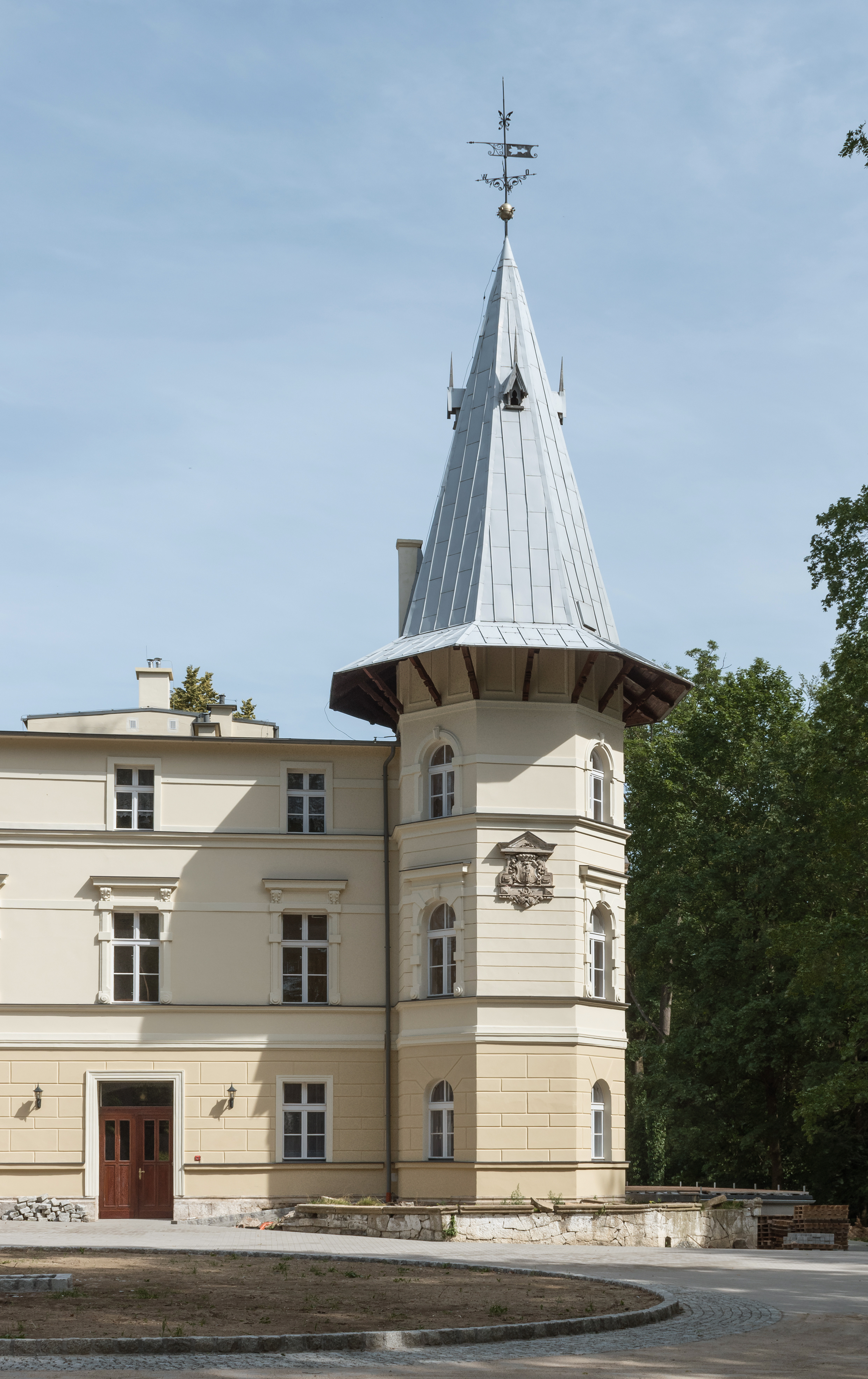
Věž s kuželovou kopulí